# Abadía de Chotěšov
La abadía de Chotěšov (en checo: Klášter Chotěšov) es un convento premostratense de monjas ubicado en Chotěšov a 18 km al suroeste de Pilsen, Chequia.

## Historia

### Convento
Fue construida y fundada entre 1202 y 1210 por el beato Hronzata y cuya hermana Vyslava fue la primera abadesa. Fue establecido como un convento por monjas procedentes de la abadía de Doksany. Para mantener dicho convento adquirieron financiación y terrenos cedidos por sus propios propietarios.
En 1421, durante las guerras husitas, el convento fue ocupado y dañado por el ejército husita bajo el mando de Jan Žižka. Dos siglos después volvió a correr la misma suerte durante la guerra de los Treinta Años.
Entre 1737 y 1756 fue remodelada por el arquitecto barroco: Jakub Auguston.

### Disolución
El 21 de enero de 1782 el Emperador José II de Austria ordenó el cierre de la abadía como parte de sus reformas racionalistas. En 1822 los terrenos y los edificios colindantes fueron comprados por el Príncipe de Thurn y Taxis.

### Hermandad de los salesianos
En 1878 les fue entregado la abadía a la Orden de la Visitación de Sta. María, conocida como las "Hermanas Salesianas". Su función era la de acoger a los refugiados de su orden de Moselweiss, cerca de Coblenza, Alemania. Establecieron una comunidad y una escuela femenina conocida por la enseñanza de las lenguas.
Tras la I Guerra Mundial, un grupo de hermanas regresó a Alemania donde fundaron otra comunidad en Marchtal. A comienzos de la II Guerra Mundial, el colegio tuvo que echar el cierre y las monjas tuvieron que buscar refugio para las mujeres ancianas que buscaban protección en la propiedad. Tras finalizar el conflicto, las novicias germanas se vieron forzadas a abandonar la abadía y por ende el país. Solo quedaron una treintena, todas ellas de nacionalidad checa.

### Postguerra
Sus ocupantes fueron desalojadas en 1950 cuando el ejército checo tomó el lugar como centro de entrenamiento militar hasta 1975. Tras retirarse declararon que indemnizarían a las abadesas con 10 millones de coronas por los daños causados, sin embargo no llegaron a recibir la cuantía. Desde entonces los edificios de la propiedad fueron clausurados.
Tras años bajo el control del Gobierno los edificios fueron repartidos en 1991 entre las localidades de Chotěšov y Chlumec.
El resto de la propiedad se encuentra en estado ruinoso a pesar de los esfuerzos de las autoridades por rehabilitar las zonas afectadas.